# Фомин, Николай Дмитриевич (актёр)
Николай Дмитриевич Фомин (22 октября 1912 — 18 августа 1983, Новосибирск) — советский актёр новосибирского Новосибирского областного драматического театра, Заслуженный артист РСФСР (1956).

## Биография
Родился 22 октября 1912 года. Творческую карьеру начал у А. Л. Рогачевского в театре-студии клуба имени Петухова (1932—1938).
С 1938 по 1974 год работал актёром в Новосибирском колхозно-совхозно передвижном театре/Новосибирском областном драматическом театре (будущий театр «Старый дом»).
В 1941—1945 годах участвовал в Великой Отечественной войне.
Исполнил свыше 150 ролей. Умер 18 августа 1983 года в Новосибирске. Похоронен на Клещихинском кладбище.

## Характер творчества
Фомин был выдающимся разносторонним актёром, который прекрасно чувствовал и выражал комедийную природу своих персонажей.

Небольшого роста, коренастый. с мягкими и в то же время волевыми чертами лица, Н. Фомин в любой роли покорял зрителей правдивым поведением, особой мягкостью тона, даже самим звучанием его низкого бархатистого голоса. С людьми села у него всегда устанавливались доверительные отношения
— Л. Баландин. Театр больших возможностей

## Роли
| - «Падь серебряная» (Н. Погодин; 1939) — Копылов; - «Мнимый больной» (Ж.-Б. Мольер; 1940) — Клеант; - «Последние» (М. Горький; 1945) — Коломийцев; - «Калиновая роща» (А. Корнейчук; 1950) — Иван Петрович Романюк; - «Потерянный дом» (С. Михалков; 1951) — Лавров; - «Совесть» (Ю. Чепурин; 1951) — директор завода Климов; - «Юлиус Фучик» (Ю. Буряковский; 1952) — Юлиус Фучик; - «Старик» (М. Горький; 1952) — Харитонов; - «Виндзорские насмешницы» (В. Шекспир; 1957) — Фальстаф; - «Фальшивая монета» (М. Горький; 1958) — Стогов; - «Волки и овцы» (А. Островский; 1960) — Лыняев; - «Коварство и любовь» (Ф. Шиллер; 1964) — Президент; | - «Добрый человек из Сезуана» (Б. Брехт; 1965) — Полицейский; - «Последние» (М. Горький; 1967) — Иван Коломийцев; - «Василиса Мелентьева» (А. Островский; 1969) — Михаил Иванович Воротынский; - «Беда от нежного сердца» (В. Соллогуб, 1971) — Волотников; - «Три минуты Мартина Гроу» (Г. Боровик; 1971) — Дэвис; - «Бесприданница» (А. Островский; 1972) — Кнуров; - «Средство Макропулоса» (К. Чапек; 1973) — Гаук Шендорф; - «Макбет» (В. Шекспир; 1973) — Дункан; - «Власть тьмы» (Л. Толстой; 1974) — Пётр; - «Самая счастливая» (Э. Володарский; 1976) — Григорий Фёдорович Ветров; - «Кьоджинские перепалки» (К. Гольдони; 1977) — Падрон Тони. |